# سارا إساكوفيتش
سارا إساكوفيتش (مواليد 9 يونيو 1988) هي لاعبة سباحة سلوفينية سابقة، احتلت المركز الثاني في سباق 200 متر سباحة حرة بزمن قدره 1: 54.97 ، في الألعاب الأولمبية الصيفية 2008 في بكين، وهي تبلغ من العمر 20 عامًا لتصبح ثاني سباحة على الإطلاق خلف السباحة الايطالية فيديريكا بيليغريني تحطم علامة 1 دقيقة و 55 ثانية. لا تزال الميدالية الأولمبية الوحيدة في السباحة لسلوفينيا. مثلت سارة إيساكوفيتش سبلدها سلوفينيا في دورة الألعاب الأولمبية الصيفية 2004 في أثينا ، والألعاب الأولمبية الصيفية 2008 في بكين ، والألعاب الأولمبية الصيفية 2012 في لندن.